# 林直孝 (編劇)
林直孝（日语：／ Hayashi Naotaka），MAGES.所屬的日本男編劇、電子遊戲編劇。與動畫師、動畫導演的林直孝同姓同名不同人。
他的弟弟林英樹是一名作詞家，為fhána等人寫過歌詞。

## 人物
林直孝直到小學時，就想成為一名漫畫家，並會在筆記本上畫漫畫。但因為不擅長畫畫，所以從中學時期開始他就開始寫小說。
當他還在專門學校學習時，立志要成為小說家，一位前輩同事請他寫一個劇本，這促使他進入了電子遊戲產業。當被問及為何想成為作家時，他說自己從小就有很強的妄想天性，對那些不尋常的故事十分著迷。他也表示，村山由佳和神林長平對他影響很大。

## 作品列表

### 遊戲
- 科學ADV系列
  - CHAOS;HEAD
  - 命運石之門
  - 機器人筆記
  - 混沌之子
- 秋之回憶系列
  - 秋之回憶：從今以後
  - 秋之回憶＃5：中斷的影片
- 道具收集者 ～我們的科學和魔法的關係～（日语：アイテムゲッター 〜僕らの科学と魔法の関係〜）
- L的季節2（日语：Lの季節 〜A piece of memories〜） invisible memories
- Remember11 -the age of infinity-
- 12RIVEN -the Ψcliminal of integral-
- 可塑性記憶[4]
- 勇氣默示錄

### 動畫

#### 電視動畫
2011年
- 命運石之門（劇本監修、編劇）

2012年
- 機器人筆記（—2013年，劇本監修）

2015年
- 命運石之門（β）（編劇）
- 可塑性記憶（原案、全話編劇[5]）

2017年
- 混沌之子（劇本監修）

2018年
- DARLING in the FRANXX（劇本統籌[6]、編劇）
- 命運石之門0（劇本監修）

#### 電影動畫
2013年
- 劇場版 命運石之門：負荷領域的既視感（劇本監修）

2017年
- 混沌之子 SILENT SKY（劇本監修）

#### OVA
2006年
- 秋之回憶＃5：中斷的影片 THE ANIMATION（編劇）

#### 網路動畫
2014年
- 命運石之門：聰明睿智的感知運算（編劇）

### 小說
- 秋之回憶＃5 -Promise&Wish-（2005年12月，MediaWorks）
- （2008年11月，一迅社文庫）
- 可塑性記憶 -Heartfelt Thanks-（2016年9月，電擊文庫）

### 作詞
- 可塑性記憶
  - 「Ring of Fortune」—歌：佐佐木惠梨（日语：佐々木恵梨）（片頭主題曲）
  - —歌：今井麻美（片尾主題曲）
  - —歌：艾拉（雨宮天）（第10話插入歌，與林英樹共同創作）

## 相關項目
- 日本動畫師列表（日语：アニメ関係者一覧）

## 外部連結
- 林直孝 (MAGES.)的X（前Twitter）